# Francesca Scola
Francesca Scola (Milano, 15 settembre 2001) è una pallavolista italiana, palleggiatrice della UYBA.

## Carriera

### Club
La carriera di Francesca Scola inizia nella stagione 2016-17 nel Volleyrò, in Serie B1; nella stagione 2018-19 entra a far parte della squadra federale del Club Italia, esordendo in Serie A1.
Nella stagione 2019-20 si accasa al Mondovì, in Serie A2, dove resta un biennio, per poi ritornare nella massima divisione grazie all'ingaggio, nell'annata 2021-22, della neopromossa Megavolley; per il campionato 2022-23 difende i colori del Casalmaggiore, in quello 2023-24 quelli della Cuneo Granda e in quello 2024-25 veste la maglia della UYBA, sempre in Serie A1.

### Nazionale
Nel 2017 viene convocata nella nazionale italiana under 18, con cui vince la medaglia d'argento al campionato europeo e quella d'oro al XIV Festival olimpico estivo della gioventù europea e al campionato mondiale, nel 2018 è in quella under 19, aggiudicandosi l'oro al campionato continentale e nel 2019 in quella under 20 e conquista l'argento al campionato mondiale.

## Palmarès

### Nazionale (competizioni minori)
- Campionato europeo under 18 2017
- Festival olimpico estivo della gioventù europea 2017
- Campionato mondiale under 18 2017
- Campionato europeo under 19 2018
- Campionato mondiale under 20 2019